# Oscar Shumsky
Oscar Shumsky (* 23. März 1917 in Philadelphia; † 24. Juli 2000 in Rye, New York) war ein US-amerikanischer Geiger und Musikpädagoge.
Der Sohn russischer Einwanderer spielte seit frühester Kindheit Geige und trat oft mit dem Pianisten und Dirigenten Ernest Schelling auf. Im Alter von acht Jahren spielte er auf Einladung von Leopold Stokowski Josef Suks Fantasie für Violine und Orchester mit dem Philadelphia Orchestra. 1925 trat er in das Curtis Institute of Music ein, wo Leopold Auer und nach dessen Tod Efrem Zimbalist sein Lehrer war.
Nach einer Europareise holte ihn Arturo Toscanini 1939 zum NBC Symphony Orchestra, dem er bis 1942 angehörte. Zur gleichen Zeit wurde er Erster Geiger des Primrose Quartet (mit William Primrose, Joseph Gingold und Harvey Shapiro). Während des Zweiten Weltkrieges diente Shumsky in der US Navy, danach nahm er seine Laufbahn als Violinsolist wieder auf. Er spielte Studioaufnahmen mit dem RCA Victor Symphony Orchestra und dem Columbia Symphony Orchestra ein und trat im Rundfunk, häufig von dem Pianisten Earl Wild begleitet, auf. Neben Glenn Gould und Leonard Rose war er ab 1959 Co-Direktor des Stratford Festival in Toronto.
Ab 1953 unterrichtete Shumsky an der New Yorker Juilliard School, von 1961 bis 1965 am Curtis Institute und von 1975 bis 1981 an der Yale University. Zu seinen Schülern zählen Steven Staryk, Kathleen Lenski, Elliot Chapo, Ida Kavafian, Eugene Drucker und Philip Setzer. Auch sein Sohn Eric Shumsky wurde als Geiger bekannt.